# Mohamed Baniyahya
Mohamed Baniyahya (1939 à Tanalt (Protectorat français au Maroc) - 19 août 2008 à Paris 20e) est un journaliste marocain et un grand militant de l'Union socialiste des forces populaires (USFP),.

## Biographie
Il est président de la commission préparatoire du 8e congrès de l'USFP. Il compte parmi les journalistes de renom de son pays, particulièrement à travers Al Balagh Al Maghribi, un hebdomadaire en langue arabe qu'il avait fondé en 1981 et dirigé durant quelques années.
Membre actif au sein du mouvement étudiant de l’Union nationale des étudiants du Maroc (UNEM) dans les années 1970, il se bat pour défendre les droits des étudiants et pour l’émancipation de ce mouvement.
Il a également exercé à Radio France internationale (RFI) et à l'Agence France-Presse (AFP).
Il siège en tant que député à la Chambre des représentants en 1997 et est réélu en 2002 pour la ville d'Agadir.
Il meurt à l'âge de 69 ans dans une clinique à Paris et inhumé à Meknès. 